# Xenotriccus mexicanus
Xenotriccus mexicanus е вид птица от семейство Tyrannidae.

## Разпространение
Видът е разпространен в Мексико.